# Bibio kansensis
Bibio kansensis är en tvåvingeart som beskrevs av James 1936. Bibio kansensis ingår i släktet Bibio och familjen hårmyggor.
Artens utbredningsområde är Kansas. Inga underarter finns listade i Catalogue of Life.